# Wallfahrtskirche Zur schmerzhaften Mutter Gottes (Bödingen)

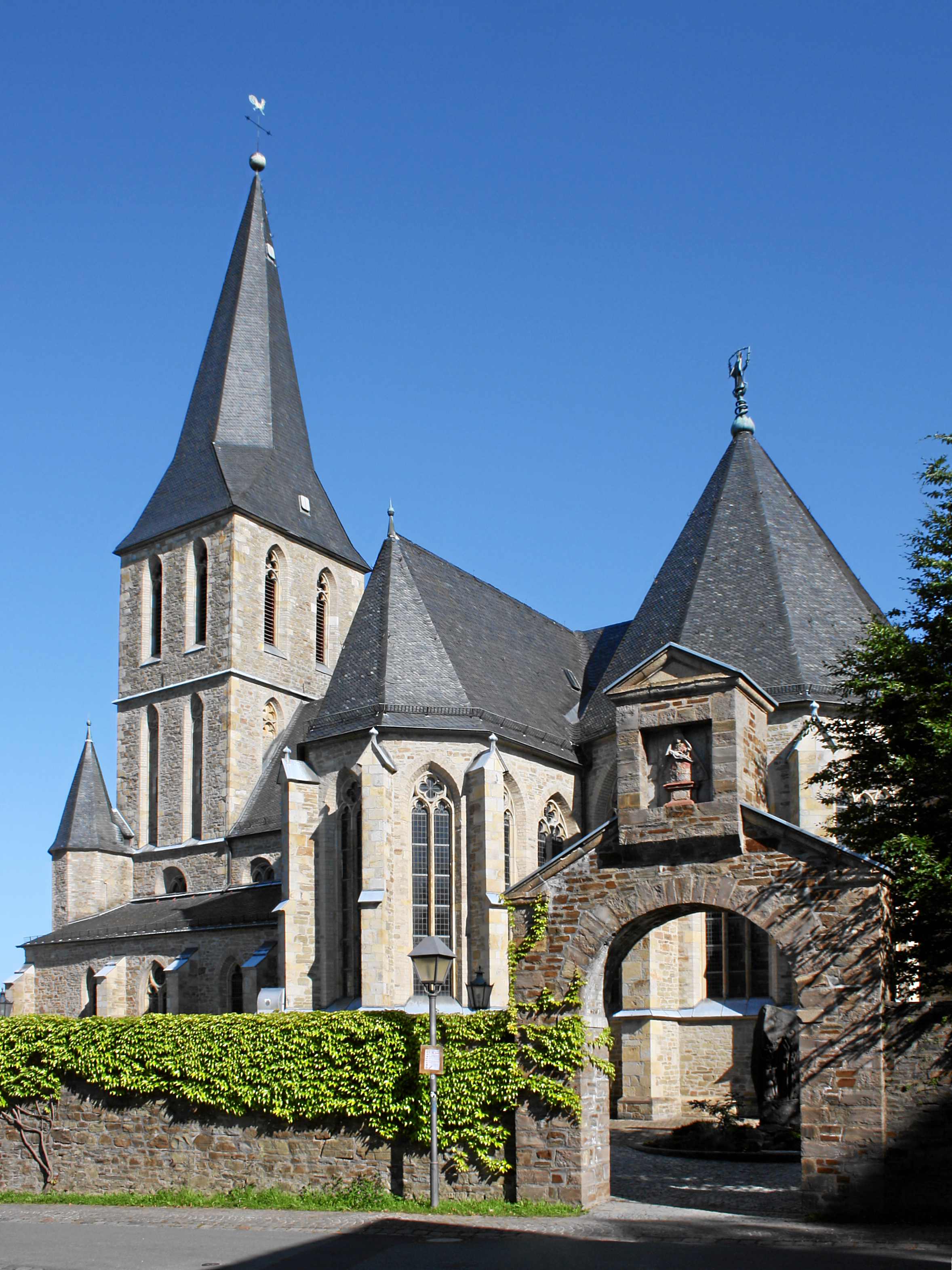
Zur schmerzhaften Mutter Bödingen

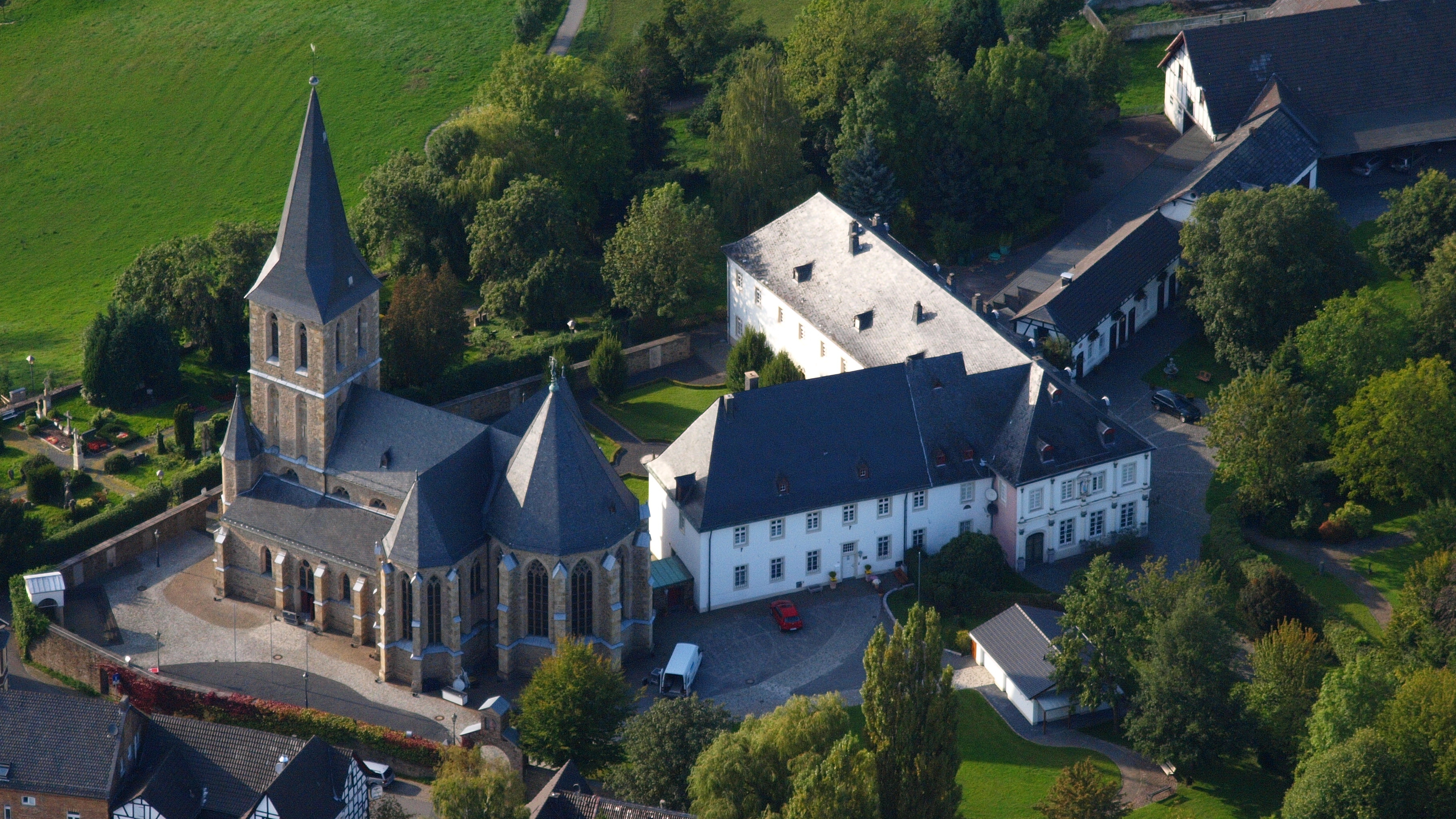
Bödingen, Kirche – Pfarrhaus

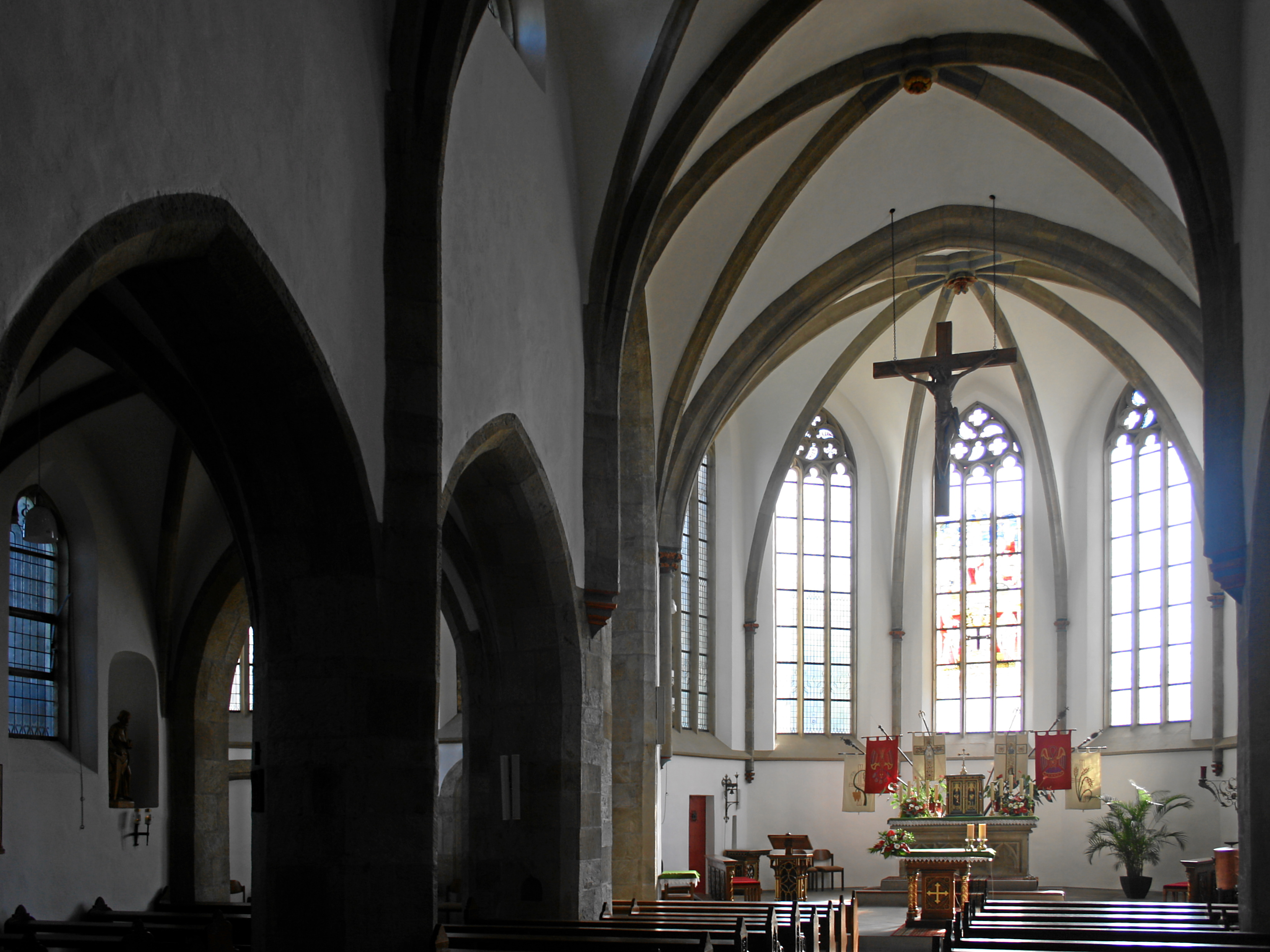
Innenansicht

Die Wallfahrtskirche Zur schmerzhaften Mutter Gottes ist ein seit 1991 denkmalgeschütztes römisch-katholisches Kirchengebäude in Hennef-Bödingen. Sie ist eine von 5 Kirchen im Pfarrverbund Hennef-Ost und gehört zum Erzbistum Köln. 1408 war der Bau des Gotteshauses vollendet und es wurde der Allerseligsten Jungfrau Maria und den Heiligen Drei Königen geweiht. Das Gebäude ist seit 1834 Pfarrkirche der Pfarrgemeinde Zur Schmerzhaften Mutter und liegt direkt neben dem ehemaligen Kloster Bödingen weithin sichtbar auf dem ersten Höhenzug des Nutscheid. Die spätgotische Basilika besteht aus zwei Teilen: der ältere Teil mit einem geosteten dreischiffigen Langhaus und einbezogenem Westturm sowie dem neueren Teil – ergänzt in zwei Bauabschnitten ab 1439 mit dem Querhaus und zwischen 1490 und 1500 mit einem neuen Chor im Osten.

## Geschichte

### Legende
Um 1350 hat der einfache Arbeiter Christian von Lauthausen nach einer Marienerscheinung in einer Kölner Werkstatt das Vesperbild der „Mater Dolorosa“ schnitzen lassen und es zunächst in einem Bildstock neben seiner Klause im Wald bei Altenbödingen (das damals noch Bödingen hieß) aufgestellt. Wegen der vielen Pilger wollte er dieser Pietà dort eine Kapelle bauen, was aber nicht gelang, weil die Mauern über Nacht immer wieder einstürzten. Da hatte er erneut eine Erscheinung der Mutter Gottes, die ihm befahl, seinen Maulesel zu beladen und diesem zu folgen. Dort, wo der Maulesel in der Wildnis stehen blieb, wurde dann die Kapelle erbaut.

### Wallfahrtskirche und Kloster
Gemeinsam mit Pfarrer Peter Meisenbach aus Geistingen begann Christian von Lauthausen 1397 mit dem Bau einer großen Kirche, die dem wachsenden Pilgerstrom zu diesem Ort gerecht wurde. Die Wallfahrtskirche entstand zu Ehren des Gnadenbildes der Mater Dolorosa. 1408 wurde die Kirche der Schmerzhaften Mutter und den Hl. drei Königen geweiht. Es handelt sich um den ältesten Wallfahrtsort der Schmerzhaften Mutter in Deutschland. 1417 starben beide Erbauer der Kirche, Christian von Lauthausen ebenso wie Peter Meisenbach, letzterer am 17. September, und wurden in der Kirche beigesetzt.
Nach der Einführung des Kompassionsfestes wurde 1424 das Kloster Bödingen der Augustiner-Chorherren gegründet, um die nochmals gestiegene Anzahl von Pilgern betreuen zu können. Um die klösterlichen Stiftsgottesdienste von den Wallfahrten besser trennen zu können, wurde die Kirche 1439–1500 um ein Querhaus und um einen Chor erweitert. In diesem Kloster wirkte der berühmte Klosterreformer Johannes Busch (1399–1480) als Diakon. Seit Aufhebung des Stiftes ist sie katholische Pfarrkirche. Seit 1991 steht sie unter Denkmalschutz.

## Beschreibung

### Architektur

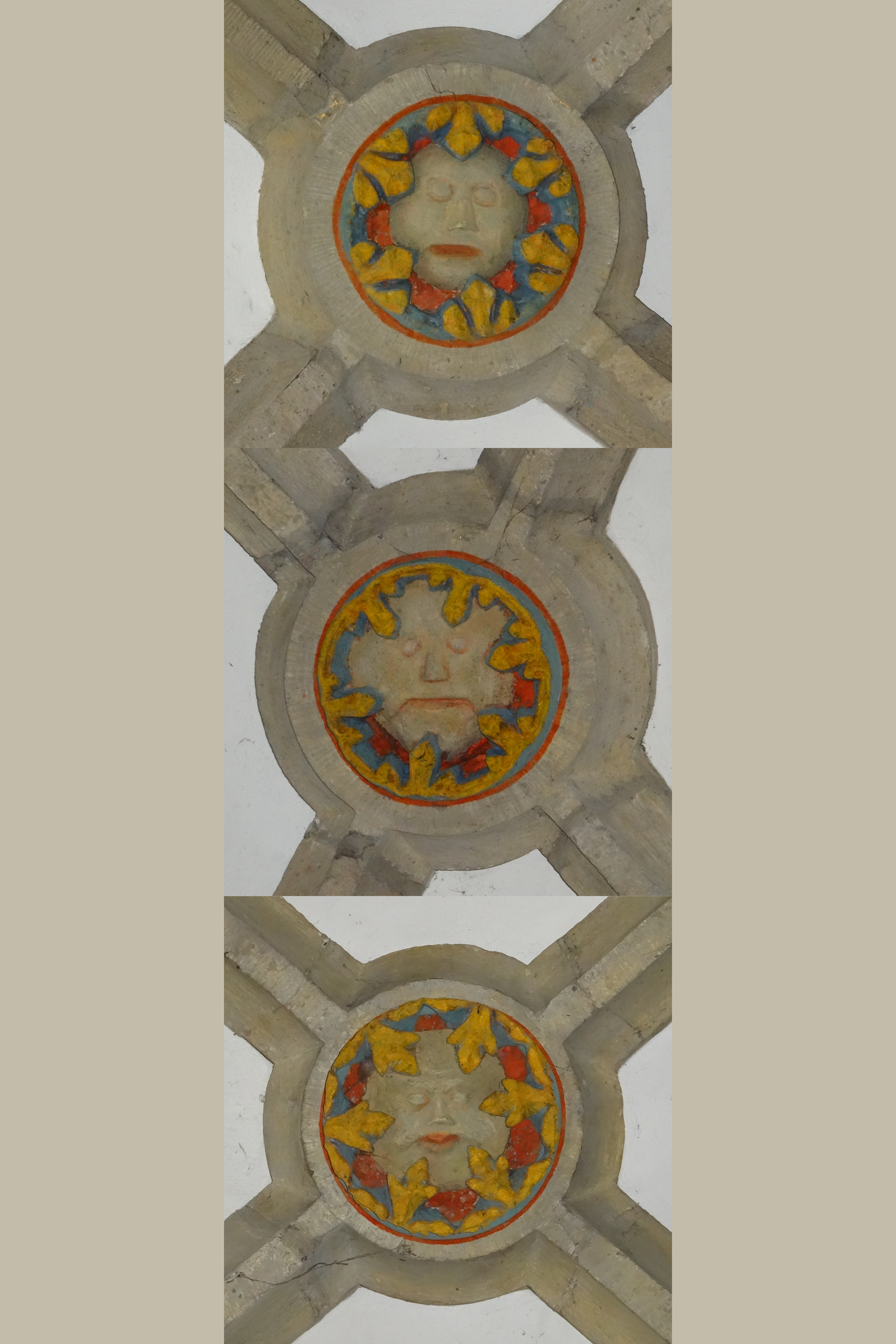
Schlusssteine im südlichen Seitenschiff

Der Eindruck des Außenbaus wird bestimmt durch das Zusammenwirken des viergeschossigen Westturmes und des Chores mit zehneckigem Zeltdach. Die Kirche ist eine dreischiffige gotische Pfeilerbasilika mit eingezogenem Turm, der im Mauerwerk 24 m und bis zur Helmspitze 43,5 m hoch ist. Fünfseitig schließen die Kreuzarme ab. Das Chorhaus entstand 1480 bis 1500 anstelle einer kleineren Choranlage. Das Traufgesims dieses Chorhauses liegt ca. 0,7 m höher als das des Querschiffes während die Sockelhöhe gleich ist. Das spitze Chordach war ursprünglich höher, seine Höhe wurde bei der großen Renovierung 1884 aus Kostengründen um 6 m vermindert. Ebenso wurden die Dächer der beiden Seitenschiffe wieder flacher: nachdem sie bis zur Renovierung am Hauptgesims des Mittelschiffes über den Obergadenfenstern ansetzten und diese somit komplett verdeckten, setzen sie in der jetzigen und auch ursprünglichen Ausführung (s. Fundationsbild von 1621) wieder darunter an. Der Grund für die zwischenzeitliche Änderung lag wohl darin, dass ein direkt an das Dach des Mittelschiffes angesetztes Dach leichter abzudichten war. Weitere größere Renovierungen fanden nach Ende des Zweiten Weltkriegs und in den 1960er Jahren statt.
Die Basilika ist aus Bruchstein gemauert und nach Osten ausgerichtet. Sie hat vier Joche mit niedrigem Obergaden. Im Chor befindet sich ein Glasfenster mit einer Kreuzigungsdarstellung, auch der Stifter Erzbischof Hermann von Hessen (1450–1508) wird im Bild gezeigt. Im Mittel- und den beiden Seitenschiffen bietet die Kirche 230 Personen Platz. Seit der Renovierung von 1960 bis 1967 sind im Inneren die Steine der tragenden Elemente – vor allem der Pfeiler, Bögen und Rippen – sichtbar. Außerdem wurde auf der Spitze des Chordaches eine Marienfigur des Bildhauers Manfred Saul montiert, die der Schlange den Kopf zertritt.
Die Gesamtlänge beträgt 35,3 m, die Seitenschiffe haben eine lichte Weite von 3,70 m und das Mittelschiff ist 5,50 m breit. Abweichend von üblichen gotischen Architekturen hat das Querschiff eine andere Breite als das Mittelschiff nämlich 4,45 m. Das Mittelschiff setzt sich aus 4 Jochen zusammen, von denen nur das westliche eine quadratische Grundform hat. Die Vierung hingegen hat einen Trapez-förmigen Grundriss. Dadurch wird die Aufweitung vom schmaleren Mittelschiff in den breiteren Chorraum möglich.
Außer dem Schlussstein im Chor, der einen geöffneten Pinienzapfen darstellt, sind alle anderen Schlusssteine mit Blattornamenten verziert. Im südlichen Seitenschiff unterscheiden sich jedoch drei Schlusssteine in den Kreuzrippen dadurch, dass sie zusätzlich Gesichter zeigen. Sie gehören zur Originalausstattung und sind somit über 600 Jahre alt. Es darf angenommen werden, dass diese unfreundlich wirkenden groben Darstellungen wohl als Bedrohung von oben zu sehen sind, gegen die die Gottesmutter die Betenden schützen soll. Warum nur diese drei Schlusssteine ein solches Gesicht zeigen, ist ungeklärt, besonders da die Pietà erst im 17. Jhd. im südlichen Querhaus ihren Platz fand.
Die Gewölbebildung der beiden Bauabschnitte ist durchaus unterschiedlich. Im älteren Mittelschiff entspringen einfach profilierte Rippen aus den Pfeilern und Wänden. Im neueren Teil (Chor und Querschiff) werden die Rippen von Diensten aufgenommen, die tief heruntergeführt sind und auf schön gearbeiteten Konsolen aufsitzen. Diese sind im südlichen Querschiff aufwändiger gestaltet, was den Schluss zulässt, dass sich früher hier mehr Pilger aufhielten.

### Orgel

#### Geschichte
Eine Orgel ist bereits im frühen 17. Jahrhundert auf dem Fundationsbild zu sehen. Das Instrument befand sich im nördlichen Querschiff hoch aufgehängt als sogenannte Schwalbennestorgel, die über ein eigenes Treppentürmchen erreichbar war. Das Bödinger Memorienbuch dokumentiert eine Schenkung von 40 Reichstalern 1674 für die Erneuerung der Orgel sowie den Tod des Organisten Heinrich Luttegelhe 1730.
Im Jahr 1847 wird von der Revision einer Orgel durch Eberhard Kraft aus Poppelsdorf berichtet, die die Königliche Regierung in Auftrag gab. Das Ergebnis war, dass sich das Instrument besonders durch Holzwurmbefall in einem sehr schlechten Zustand befand.
Im Jahr 1912 hat der Orgelbauer Johannes Klais (Fa. Klais, Bonn) aus Bonn eine neue Orgel geliefert (Opus 479), die zweigeteilt auf der damals noch vorhandenen Westempore aufgestellt wurde. Der Spieltisch war frei auf der rechten Emporenseite aufgestellt und verfügte über zwei Manuale, Pedal und ursprünglich 13 Register. Ergänzt wurde später eine Trompete 8′.
Im Jahr 1963 verschwand die Empore im Rahmen der Kirchenrenovierung und die Orgel wurde wieder im nördlichen Querschiff aufgestellt. Diese Orgel wurde vom Orgelbauer Peter Busch aus Troisdorf zu großen Teilen aus der alten Klais-Orgel aufgebaut. Es wurde ein Gehäuse in Kastenform, in dem die beiden Windladen übereinander gesetzt wurden und aus der Trompete 8′ eine Trompete 4′ wurde.

#### Heute
Die heutige Orgel am westlichen Haupteingang wurde 1997 von der Firma Orgelbau Schulte erbaut. Das Schleifladen-Instrument hat 24 Register auf drei Manualen und Pedal. 8 dieser Register konnten aus der alten Klais-Orgel übernommen werden. Die Spieltrakturen sind mechanisch, die Registertrakturen sind elektrisch.
| II Hauptwerk C–g3 |               |       |
| 1.                | Bordun        | 16′   |
| 2.                | Prinzipal     | 8′    |
| 3.                | Flauto        | 8′    |
| 4.                | Oktave        | 4′    |
| 5.                | Flöte         | 4′    |
| 6.                | Superoktave   | 2′    |
| 7.                | Larigot       | 1 ⁄3′ |
| 8.                | Cornett 5fach |       |
| 9.                | Mixtur 5fach  | 2′    |
| 10.               | Trompete      | 8′    |

| III Nebenwerk C–g3 |                      |        |
| 11.                | Violon               | 8′     |
| 12.                | Gedecktflöte         | 8′     |
| 13.                | Viola di Gamba       | 8′     |
| 14.                | Vox celeste          | 8′     |
| 15.                | Flute travers        | 4′     |
| 16.                | Oktavin              | 2′     |
| 17.                | Nasard               | 2 ⁄3′  |
| 18.                | Terz                 | 1 3⁄5′ |
| 19.                | Trompette harmonique | 8′     |
| 20.                | Hautbois             | 8′     |
| 21.                | Tremulant            |        |

| Pedal C–f1 |             |     |
| 22.        | Subbass     | 16′ |
| 23.        | Oktavbass   | 8′  |
| 24.        | Gedecktbass | 8′  |
| 25.        | Posaune     | 16′ |

- Manual I: Koppeln I/P, II/P; diverse elektrische Sub- und Superoktavkoppeln

### Geläut

#### Glocken

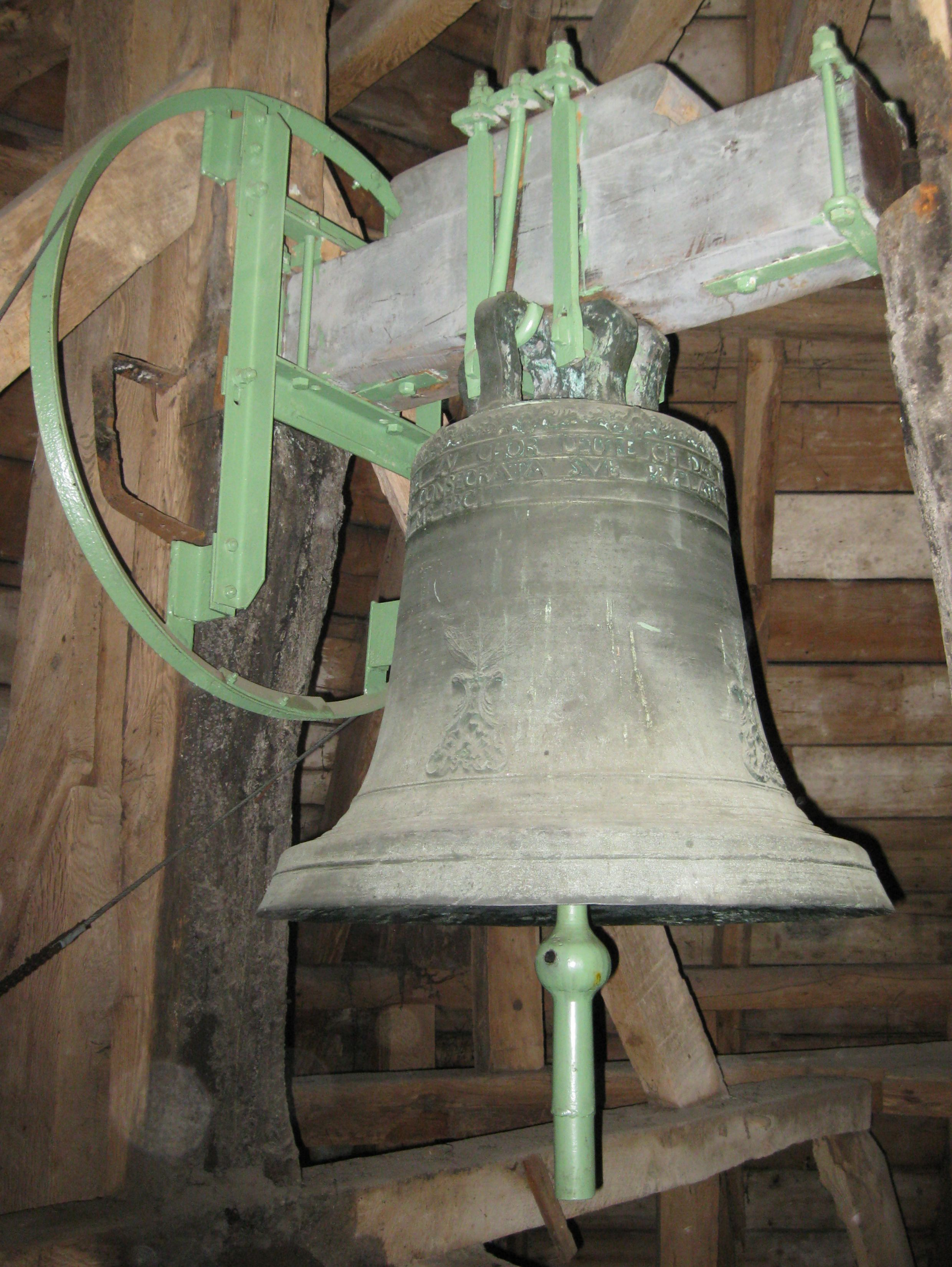
Glocke von 1757 über dem Chor

77 Treppenstufen führen in die in ca. 20 m Höhe gelegene Glockenstube im dritten Geschoss des Westturmes. Dort befinden sich drei der insgesamt vier Glocken aus Bronze von 1397, 1398, 1470. Die vierte Glocke von 1757 wurde vom Prior Heinrich Klein beschafft und hängt über dem Chor.
| Glocke                | I                    | II                        | III                        | IV                  |
| --------------------- | -------------------- | ------------------------- | -------------------------- | ------------------- |
| Name                  | Maria                | Johannes der Evangelist   | -                          | Maria               |
| Glockengießer         | Ailf von Wippervorde | Gerhard Duisterwalt, Cöln | Henricus Rosengarden, Cöln | Henricus Ross, Cöln |
| Gussjahr              | 1470                 | 1397                      | 1398                       | 1757                |
| Metall                | Bronze               | Bronze                    | Bronze                     | Bronze              |
| Durchmesser [mm]      | 1430                 | 1252                      | 919                        | 788                 |
| Schlagringstärke [mm] | 119(111/110)         | 88(81/82)                 | 67(65/60)                  | 74(63)              |
| Gewicht ca. [kg]      | 1740                 | 1200                      | 450                        | 350                 |
| Proportion (Dm/Sr)    | 1:12,0               | 1:14,3                    | 1:13,7                     | 1:10,6              |
| Schlagton/Nominal     | es’+4 (D)            | es’-3 (F)                 | a’+4                       | es’’±0              |
| Konstruktion          | Überschwere Rippe    | Leichte Rippe             | Mittelschwere Rippe        | Überschwere Rippe   |
| Schwingdauer [s]      | 2,4                  | 2,25                      | 2,0                        | -                   |

- Die älteste Glocke (genannt die Mittagsglocke) trägt die Inschrift HOC VAS ORNATUM JOANNES EVANGELISTA NOMINATUM. ANNO DOMINI MCCCXCVII GERARDUS DUISTERWALT ME FECIT.
- Die jüngste Glocke hängt nicht im Turm, sondern über dem Chor und trägt die dreizeilige Inschrift: MARIA HEISCHE ICH, ZU CHOR LEUTE ICH, DAS UNGEWITTER VERTREIBE ICH. - CONFLATA CAMPANA HAEC CONSECRATA SVB PRAELATO HENRICO KLEIN. - HENRICUS ROSS COLON. ME FACIT 1757. Der 27. Prior, Heinrich Klein, hat sie gießen lassen. Außer im großen Fest-Geläut läutet sie 5 Minuten vor Messebeginn.
- Die kleinste der drei großen Glocke von 1398 trägt die Inschrift IN HONORE BEATAR VIRGINIS MARIAE HINRICUS ROSENGARDEN ME FECIT ANNO DOMINI MCCCXCVIII, V. SEPTEMBRIS. Sie trägt ein kleines Reliefbild, das einen Ritter zu Pferde darstellt, der mit einem Lanzenstoss einen Drachen tötet.
- Die größte Glocke von 1470 trägt die Inschrift MARIA HEICCHEN (SO) ICH, IN EIR GOTZ LUEDDEN ICH, AL UNGEWEDDER VERTREIBEN ICH. ANNO DOMINI MCCCCLXX. Sie ist eine Meisterleistung gotischer Glockengusskunst und liegt in Klangvolumen und Singtemperatur weit über dem Durchschnitt der meisten mittelalterlichen Glocken. Sie wurde im letzten Krieg beschlagnahmt, kehrte aber 1947 unter dem Glöckner August Pütz unversehrt an ihren Einsatzort zurück. Diese Glocke wird außerdem für den Stundenschlag benutzt.

#### Pilgerzeichen

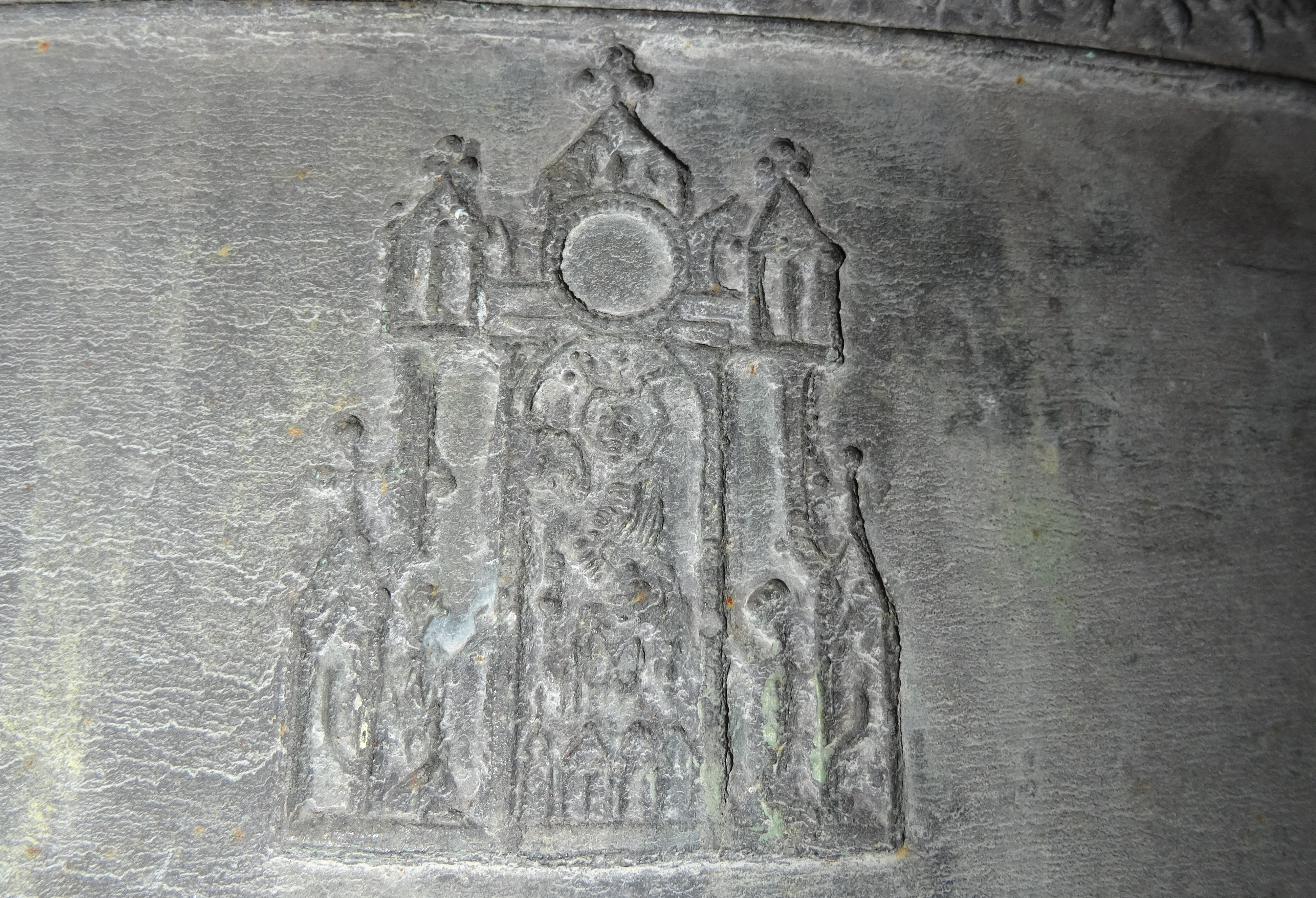
Pilgerzeichen an der Glocke von 1470

Die große Marien-Glocke von 1470 weist eine Besonderheit auf: sie trägt ein nachgewiesenes Pilgerzeichen, das sich noch in einem sehr gutem Zustand befindet. Pilgerzeichen sind kleine Metallgüsse, die seit der Mitte des 12. Jahrhunderts in Wallfahrtsorten an Pilger verkauft wurden. Auf ihnen ist der oder die jeweils verehrte Heilige, in diesem Fall die Gottesmutter Maria abgebildet. Jedes Pilgerzeichens ist mit einem bestimmten Herkunftsort verbunden.
Dieses Zeichen zeigt eine rechteckige Grundform mit drei bekrönenden Türmchen. Im mittleren Turm sitzt darunter ein rundes Spiegelrähmchen und weiter darunter eine gotische Spitzbogenarkade. Darin sitzt die gekrönte Gottesmutter mit dem nach links liegenden Leichnam Christi mit je einem Adorant kniend auf jeder Seite. Das Bild wird links und rechts von zwei halbhohen kreuzblumen-bekrönten Fialen begrenzt und misst 80 * 57 mm.

### Stiftungstafeln

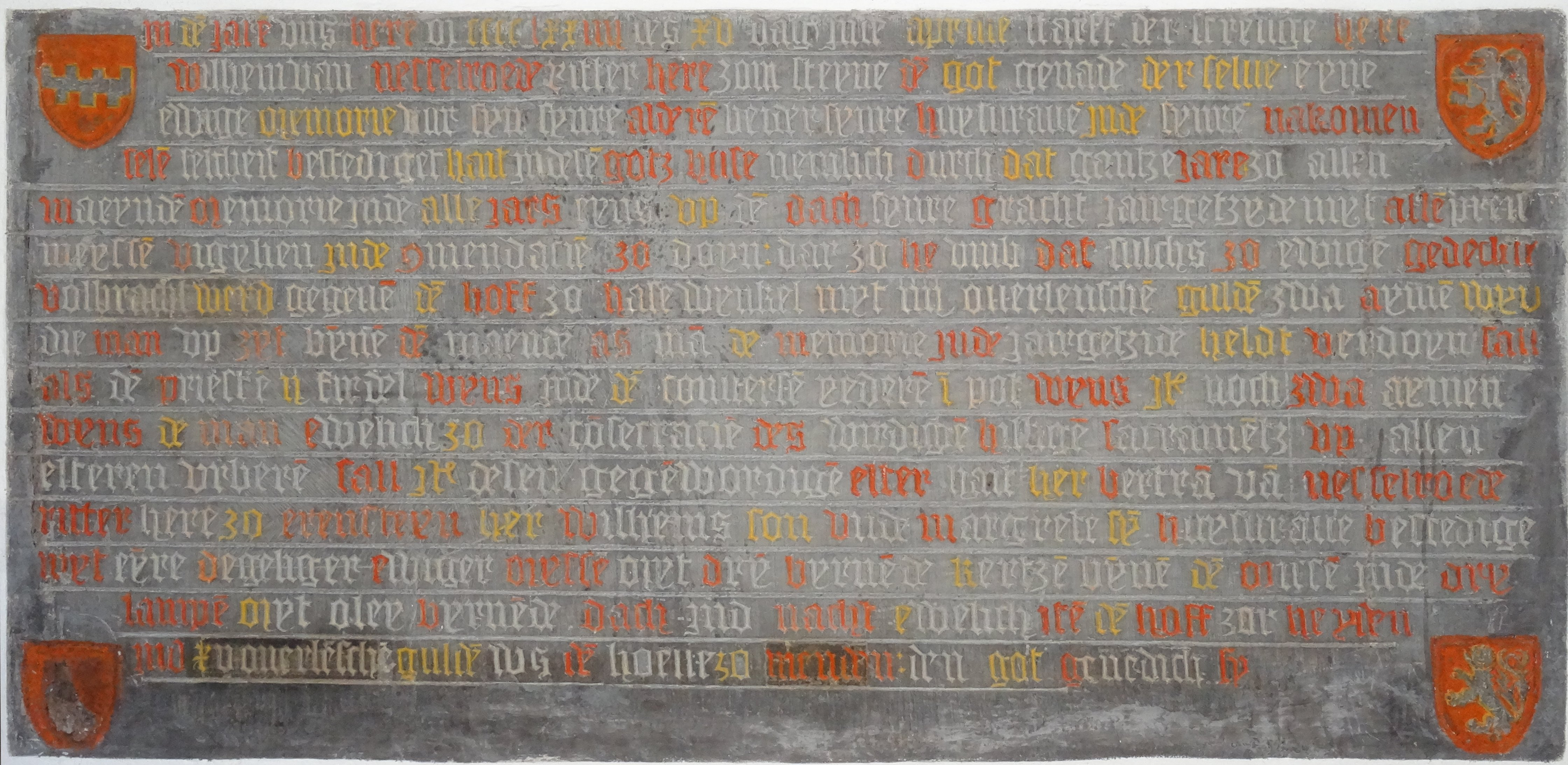
Epitaph Wilhelms von Nesselrode († 1474)

Im rechten – also südlichen – Seitenschiff gibt es zwei steinerne Stiftungsurkunden. Die beiden rechteckigen Tafeln sind in die Wand eingelassen und komplett mit einer Inschrift in gotischen Buchstaben bedeckt (Minuskel), die teilweise rot und gelb hervorgehoben sind. In den vier Ecken tragen sie Wappen, darunter das der Familie Nesselrode: ein rotes Wappenschild, mit einem nach oben und unten zeigenden doppelten silbernen Zinnenkranz.

#### Inschrifttafel Wilhelms von Nesselrode
Die größere Tafel weist Anzeichen eines Epitaphs auf und befindet sich heute rechts vom Südportal. Sie misst 190 mal 98 cm und ist die ältere der beiden Tafeln, datiert auf 1474. 1962 wurde sie im Rahmen der Instandsetzung der Kirche aus dem nördlichen in das südliche Kirchenschiff verbracht. Sie wurde von Bertram von Nesselrode († 1510) für seinen Vater Wilhelm von Nesselrode Herr zum Stein († 15. April 1474) in Auftrag gegeben. Wilhelm von Nesselrode liegt im Mittelschiff der Kirche begraben, sein Sohn Bertram hingegen in der Klosterkirche Ehrenstein.
Oben rechts ist ein Wappen mit einem Löwen mit dem Kopf im Profil zu sehen, bei dem es sich um das Grafschaft-Wappen handelt. Ein weiteres Wappen unten rechts zeigt ebenfalls einen Löwen jedoch mit dem Kopf en face, bei dem es sich um das Wappen der Grafschaft Sayn handelt. Das Wappen unten links ist teilweise zerstört: es ist das Dreirautenwappen von Stein
Der Text lautet:
| Originaltext | Übersetzung |
| --- | --- |
| 1 in dē jarē uns herē MCCCCLXXIIII des XV dags jndē aprille starff der strenge here 2 wilhem van nesselroede ritter here zom steyne dē got genade der selve eyne 3 ewige memorie vur syn synre alderē beider synre huysvrauē jnde synrē nakomen 4 selē selcheit bestediget hait in desē gotz huse nemlich durch dat gantze jare zo allen 5 maeyndē memorie jnde alle jars eyns up dē dach synre gracht jairgetzyde myt alle preis[t] 6 meyssē vigylien jnde c[om]mendaciē zo doyn: dar zo he umb dat sulchs zo ewigē gedechtn[iys] 7 volbracht werd gegevē dē hoff zo hasewynkel mit IIII overlenschē guldē zwa aymē wy[n] 8 die man up zyt bȳnē dē mayndē as mā de memorie jnde jairgetzide heldt verdoyn sall 9 als dē priestē II firdel wyns jnde dē conversē yederē I pot wyns jtem noch zwa aymen 10 wyns de man ewelich zu der cōsecraciē des wirdigē hilligē Sacramētz up allen 11 elteren urberē Sall jtem desen gegēwordigē elter hait her bertram van nesselroede 12 ritter here zo erensteyn her wilhems Son unde margrete sȳ huysvraue bestedige[t] 13 myt eȳre degeliger ewiger myssē myt drȳ byrnēde kertzē bȳnē dē missē jnde dry[n] 14 lampē myt oley byrnēde dach jnd nacht ewelich jtē dē hoff zor heyden 15 jnd XV overlenschē guldē uis dē hoeve zo menden dem got genedich sy. | 1 In den Jahren unseres Herren 1474 den 15. Tag in dem April starb der gestrenge Herr 2 Wilhe[l]m von Nesselrode, Ritter, Herr zum Stein, dem Gott gnädig sei. Derselbe [der] eine 3 ewige Stiftung für seine, seiner Eltern, seiner beiden Ehefrauen und seiner Nachkommen 4 Seelen Seligkeit getätigt hat - nämlich in diesem Gotteshaus das ganze Jahr hindurch jeden 5 Monat ein Gedächtnis und jedes Jahr am Tag seines Begräbnisses ein Jahrgedächtnis mit allen Priestern 6 mit Messen, Totenwachen und Fürbitten zu halten : damit dies auf Ewig möglich ist 7 hat er den Hof zu Hasewinkel gestiftet dazu 4 Oberländische Gulden, zwei Ohm Wein 8 die man zur Zeit der Messen und Jahrgedächtnisse eines jeden Monats verteilen soll 9 die Chorherren sollen 2 Viertel Wein und die Laienbrüder jeder einen Becher Wein erhalten und noch zwei Ohm 10 Wein der auf Ewig zur Konsekration des hl. Blutes und Leibes auf allen Altären dienen 11 soll : und diesen gegenwärtigen Altar haben Herr Bertram von Nesselrode 12 Ritter, Herr zu Ehrenstein, Herr Wilhelms Sohn, und Margarete seine Ehefrau gestiftet 13 mit einer täglichen ewigen Messe mit drei brennenden Kerzen während der Messe und drei 14 Öllampen sollen brennen Tag und Nacht für immer und den Hof zur Heyden 15 und 15 Oberländische Gulden aus dem Hof zu Menden dem Gott gnädig sei. |

1. ↑  1. Swengen von Landsberg und 2. Eva von Oetgenbach-Ehrenstein
2. ↑  Gut Haswinkel in Leichlingen
3. ↑  ein Ohm entspricht etwa 150 Litern
4. ↑  Bertramsaltar, geweiht der allerheiligsten Dreifaltigkeit
5. ↑    - 1435 †1510, Wilhelms Sohn
6. ↑  Heiderhof, westl. von Stieldorf im Rhein-Sieg-Kreis

#### Stiftungsurkunde Bertrams von Nesselrode

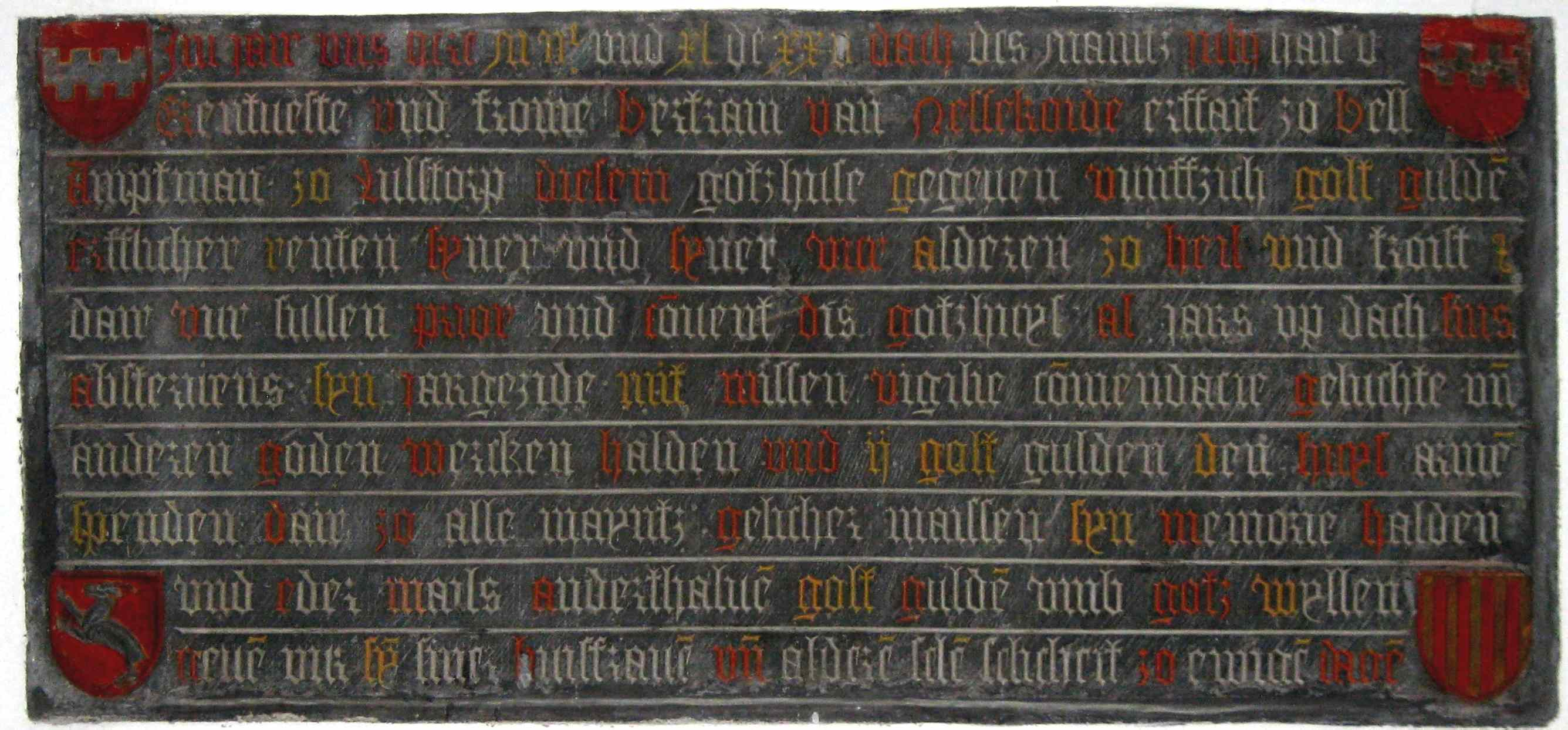
Stiftungsurkunde Bertrams von Nesselrode († 1541)

Die kleinere Tafel befindet sich links vom Südportal und ist mit 136 mal 78 cm die jüngere Tafel, datiert auf den 25. Juli 1540. Sie wurde ebenfalls von einem Bertram von Nesselrode († 16. Februar 1541) in Auftrag gegeben, der jedoch nicht derselbe ist wie der Auftraggeber der größeren Platte, sondern der Ur-Enkel des o. g. Wilhelm von Nesselrode Herr zum Stein. Sie trägt in den Ecken oben links und rechts das Wappen der Nesselrode. Das rechte dieser Wappen ist nicht richtig: es handelt sich um die Übermalung eines zerstörten Wappens – es wird das Wappen seiner Frau Margarete von Etzbach gewesen sein. Unten links befindet sich ein Wappen mit einem springenden Hirsch, das Wappen der (Stief-)Mutter Bertrams, Eva von Oetgenbach und unten rechts das Wappen der Merode, der Familie von Margaretes Mutter. Diese Tafel ist eine Stiftungsurkunde und kein Epitaph, denn das Todesdatum fehlt. Der Stifter starb ein Jahr später und liegt im Mittelschiff der Kirche begraben. Die Grabplatte ist die achtzehnte der Platten, die sich heute in der äußeren Kirchenmauer befinden.
Der Text lautet:
| Originaltext | Übersetzung |
| --- | --- |
| 1 im jair ons here MVc und XL dē XXV. dach des maintz julij hait d[ē] 2 Erentveste und frome bertram van Nesselroide erffait zo bell 3 Amptman zo Lulstorp diesem gotzhuse gegeven vunffzich golt guldē 4 erfflicher renten syner und syner vur alderen zo heil und troist 5 dair vur sullen prior und cōvent dis gotzhuys al jairs up dach sins 6 abstervens syn jairgezide mit missen vigilie cōmendacie geluchte u{\displaystyle {\bar {n}}} 7 anderen goden wercken halden und II golt gulden den huys armen 8 spenden dair zo alle mayntz gelicher maissen syn memorie halden 9 und eder mails anderthalvē golt guldē umb gotz wyllen 10 gevē vur sȳ siner huisfrauē u{\displaystyle {\bar {n}}} alderē selē selicheit zo ewigē dagē | 1 Im Jahre unseres Herrn 1540, den 25. Tag des Monats Juli hat der 2 ehrenwerte und fromme Bertram von Nesselrode, Erbvogt zu Bell, 3 Amtmann in Lülsdorf, diesem Gotteshaus 50 Goldgulden an 4 erblichen Renten gegeben, zu seinem und seiner Vorfahren/Eltern Heil und Trost. 5 Dafür sollen Prior und Konvent (Angehörige) dieses Gotteshauses jedes Jahr an seinem Todestag 6 sein Jahrgedächtnis mit Messen, Totenwachen, Fürbitten, Lichtern und 7 anderen guten Werken halten - und 2 Goldgulden sollen sie den (Haus)Armen 8 spenden - außerdem jeden Monat gleichermaßen sein Gedächtnis halten/feiern. 9 Und jedes Mal sollen sie anderthalb Goldgulden für Gottes Segen 10 für seine, seiner Ehefrauen und seiner Eltern Seelen Seligkeit geben - in Ewigkeit. |

Diese beiden Urkunden führten 1803 dazu, dass Bödingen 1834 zur Pfarre wurde und Kirche und Klostergebäude erhalten blieben. Bei der Säkularisation fielen ab 1803 Kirchengüter an den Staat und wurden verkauft oder im Fall von Gebäuden auch abgerissen. Für Bödingen jedoch erkannte der preußische Staat die beiden steinernen Urkunden als gültigen Vertrag an, in dem geistliche Leistungen „zo ewigen Dagen“ – also für immer – mit Einkünften aus Höfen und anderem Geld zu erbringen sind.
1. ↑    - 1500 †1541, Urenkel des oben erwähnten Wilhelm von Nesselrode aus der Linie Ehreshoven

### Fenster

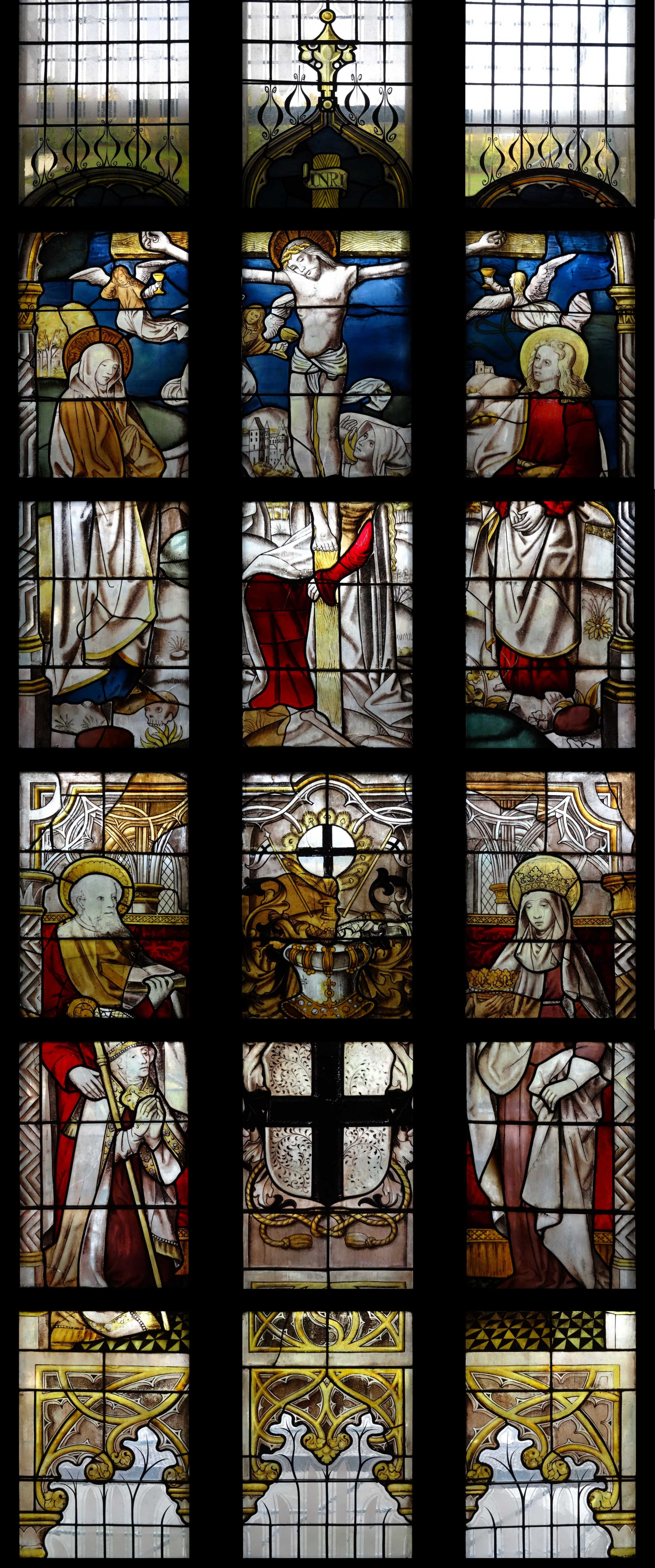
Das Chorfenster von Marien-Bödingen

Die Fenster sind im Wesentlichen von dem Glasmaler Paul Weigmann zwischen 1967 und 1972 in der Glasmalerei Oidtmann (Linnich) angefertigt worden. Sie stellen dar:
| Ort                                                     | Beschreibung |
| ------------------------------------------------------- | --- |
| Westfenster (über der Orgel)                            | Alle kommen zur Anbetung des Lammes (oben im Rundfenster) inmitten des himmlischen Jerusalems. Maria, die den Kopf der Schlange zertritt, schart sich um die Auferstehenden, die dem Lamm huldigen. |
| Fenster über dem Südportal                              | Das Abendmahl |
| Fenster über dem Nordportal                             | Hl. Franz von Sales mit seinem Buch Philothea |
| nördliches Seitenschiff über dem Beichtstuhl im Maßwerk | Die Taube des Heiligen Geistes über den Wassern |
| südliches Querschiff                                    | Christian von Lauthausen, kniend vor dem Gnadenbild in einem Bildstock, an der Stelle der Marienerscheinung im Forst des alten Bödingens (heute Altenbödingen). |
| südliches Querschiff                                    | Geistliche Herrscher (v.r.n.l): Papst Martin V., Dietrich von Moers (Erzbischof von Köln), Wilhelm Spies (Abt von Siegburg), Johannes Meiner (Propst von Bonn). |
| südliches Querschiff                                    | Der 15. Prior des Bödinger St. Augustinus-Stiftes, Balthasar von Sollingen. Er hat das Fundationsbild 1621 nach einem von 1500 bis dahin existierenden älteren Bild abmalen lassen. Im Hintergrund drei Augustiner-Chorherren, die am Lettner-Altar die Einweihungsmesse zelebrieren. |
| südliches Querschiff                                    | Ausschnitt aus dem Fundationsbild, wo die Pilger und Wallfahrer dargestellt sind. |
| Chor (Mitte)                                            | Das mittlere Chorfenster ist von einem Meister der Kölner Malerschule um 1508 hergestellt worden und zeigt in der oberen Hälfte Maria (links) und Johannes (rechts) unter dem Kreuz, zu Jesu Füßen die Hl. Maria Magdalena. Darunter in der unteren Hälfte links kniend: Hermann von Hessen (1450–1508), Erzbischof von Köln (Stifter des Fensters), hinter ihm ein Heiliger; rechts die Hl. Elisabeth von Thüringen, die Patronin von Hessen. Die Identität des Heiligen hinter Hermann von Hessen ist strittig: entweder handelt es sich um den hl. Augustinus (Namenspatron der Augustiner-Chorherren) oder den hl. Petrus (Hermanns Patron). |

Alle Fenster sind in Antikglas, Blei und Schwarzlot ausgeführt.

### Grüfte
Unter der Kirche befinden sich drei Grüfte: zwei unter dem Mittelschiff und eine unter dem südlichen Querschiff, womit diese aus dem zweiten Bauabschnitt um 1439 stammt. Die beiden Grüfte unter dem Mittelschiff hatten jeweils einen eigenen Zugang. Der Zugang zur dritten Gruft unter dem Querschiff führt durch einen nachträglich angelegten Gang unter dem südlichen Seitenschiff. Von diesem ist auch ein Gang zur mittleren Gruft durchgestochen worden, durch den jedoch keine Särge transportiert werden konnten.
Heute sind noch die östliche Gruft unter dem Mittelschiff sowie die unter dem Querschiff durch den gemeinsamen Zugang erreichbar. Der separate Zugang der östlichen Gruft sowie der Zugang zur westlichen Gruft sind dauerhaft verschlossen, letzterer durch die neue Orgel, die darauf steht. Alle Grüfte wurden Anfang des 19. Jh. geplündert um Metalle und Wertgegenstände zu Geld zu machen.
In den Grüften wurden wie allgemein im Mittelalter üblich besondere Persönlichkeiten beigesetzt. Die östliche Gruft unter dem Mittelschiff war die Grablege derer von Nesselrode, die westliche derer von Gevertzhagen zu Attenbach. In der Gruft unter dem südlichen Querschiff lagen besondere Gönner der Kirche und des Klosters sowie Bewohner von Schloss Allner.

### Weitere Ausstattung

#### Jacobuskreuz

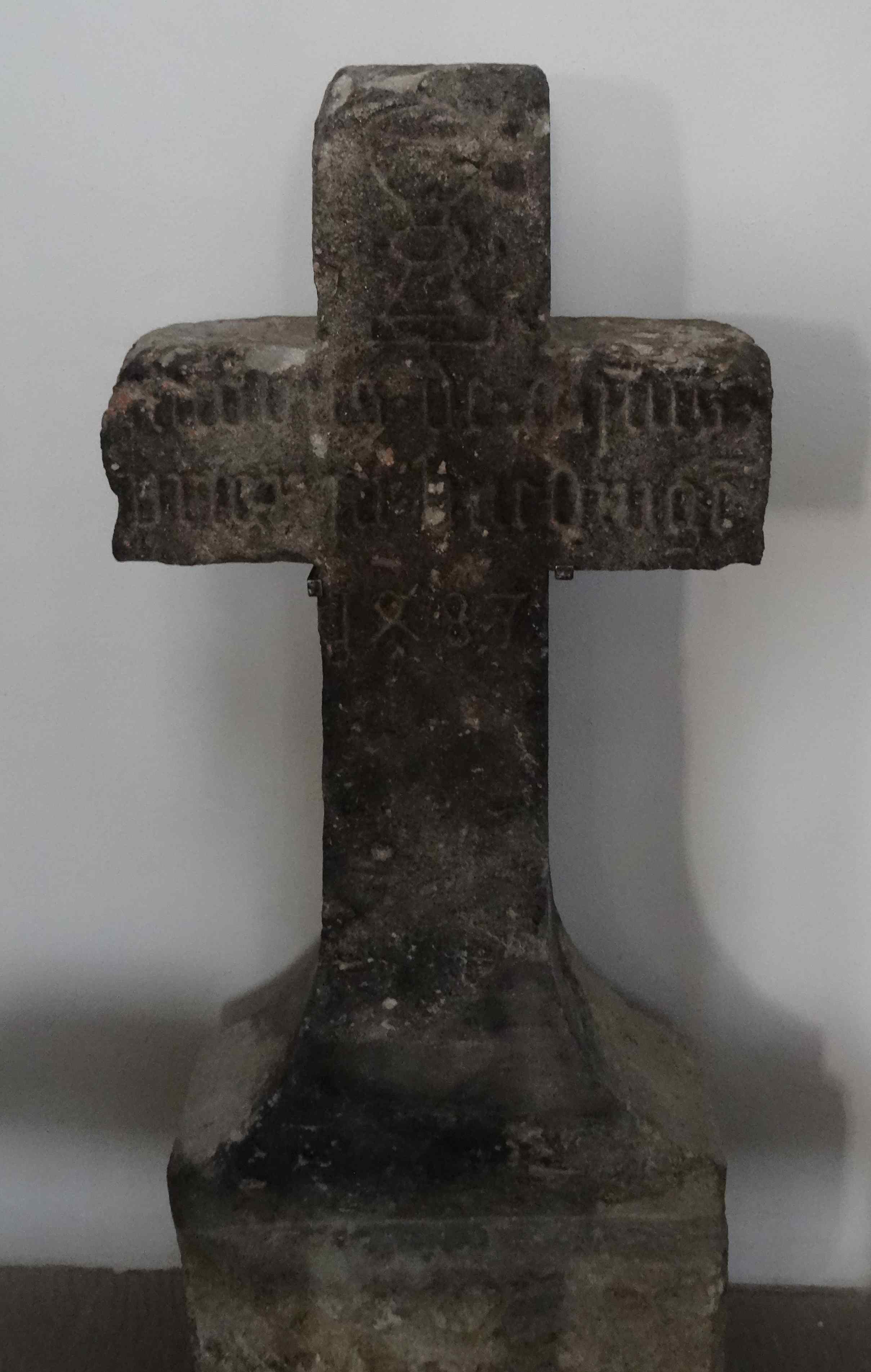
Jacobuskreuz von 1487

Am 27. September 2015 wurde ein Pilgerkreuz, das sogenannte Jacobuskreuz, in der Taufkapelle (nördliches Querschiff) der Kirche eingesegnet. Im Jahre 1485 starb der aus Aachen stammende 8. Prior des Bödinger Augustiner-Chorherren-Klosters, Pater Jacobus von der Heggen, der den Beinamen „de Aquis“ (aus Aachen) trug. Er war ein Freund von Pilgern aus Holland, die einmal jährlich den weiten Fußweg nach Bödingen zur Schmerzensmutter auf sich nahmen. 1487, zwei Jahre nach dem Tode des Priors, stifteten diese Pilger bei einem erneuten Besuch ein Steinkreuz und stellten es am Pilgerweg auf. Das Kreuz stand möglicherweise zunächst in der Nähe der Kirche in Bödingen, in den unterschiedlichsten Schriften sind jedoch 4 weitere Standorte erwähnt. Ob der letzte Standort 1981 in der Siegenhardt von Seligenthal der ursprüngliche Standort war, lässt sich daher nicht nachweisen. Das Steinkreuz besteht aus Drachenfels-Trachyt (der auch beim Kölner Dom verwendet wurde) und hat die Form eines lateinischen Balkenkreuzes. Es trägt oben das Bild eines Kelches und darunter die in gotischen Minuskeln verfasste Aufschrift:
jacobus de aquis

prior in boedingē

1487
Das Wort Bödingen weist am Ende wahrscheinlich aus Platzgründen die Ligatur „ē“ für „en“ auf.
Die „4“ ist als unten offene, halbe 8 geschrieben, eine im Mittelalter gebräuchliche Schreibweise, woraus später die heute übliche 4 entstanden ist.

#### Gnadenbild und Gnadenaltar

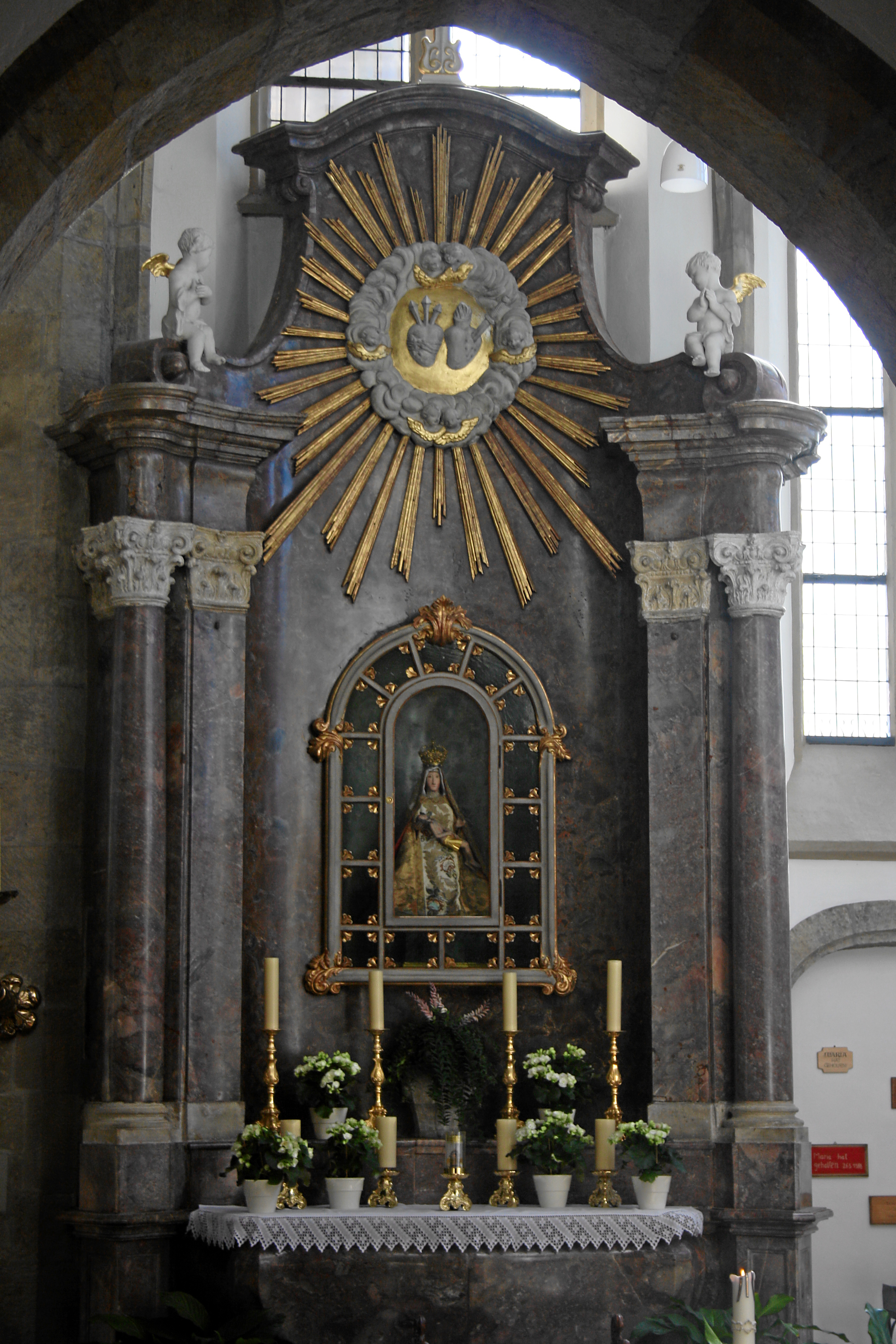
Marien-Altar von 1750

Das Gnaden- oder Vesperbild – die Pietà – ist eine 66 cm hohe hölzerne Figur der sitzenden Madonna und stammt sicher aus der Mitte des 14. Jh. Das Gnadenbild befand sich zunächst in einem Bildstöckchen im Wald zwischen Lauthausen und Altenbödingen und wurde 1408 auf dem Hochaltar der fertiggestellten Kirche aufgestellt. 1439 wurde das Gnadenbild vom Hochaltar auf einen beim Aufgang in das Chor eigens errichteten Altar (Lettner-Altar) verbracht, so dass nun zwei Altäre hintereinander standen. Dabei war der Hochaltar den Chorherren vorbehalten, der Lettner-Altar hingegen war für die „Leute“, also die Gemeinde, bestimmt. Unter dem 17. Prior des Klosters, Gottfried Worm, wurde der Lettner 1630 abgerissen und das Gnadenbild kam auf einen hölzernen Seitenaltar im südlichen Kreuzschiff. Dieser wurde 1750 unter dem 27. Prior, Heinrich Klein, nach Stieldorf verkauft und durch den heutigen Barockaltar aus Marmor ersetzt. Die Figur befindet sich in einer verglasten Nische aus grünem Stuckmarmor, die wie ein Tabernakel wirkt. Der Altar selbst besteht aus Lahn- und Stuckmarmor, Säulen- und Pfeilerbasen und -kapitelle sind aus Kalkstein. Zwei Stufen aus rotem Marmor wurden im Rahmen der Kirchenrestaurierung 1961 voreilig entfernt und bei der anschließenden Komplettrestaurierung des Altars durch eine Stufe – aus Kostengründen aus schwarzem Marmor – ersetzt.
Das Gnadenbild wird bekleidet von einem Gewand aus kostbarer Seide, so dass nur Gesicht und Hände der Schmerzensmutter zu sehen sind. Auf ihrem Schoss liegt ein auffällig kleiner Christus, der von der linken Hand Marias nicht gestützt wird, sondern nur an einem Band hängt. Der Korpus des kleinen Christus musste 1922 erneuert werden, da das Original gestohlen worden war.

#### Gemälde

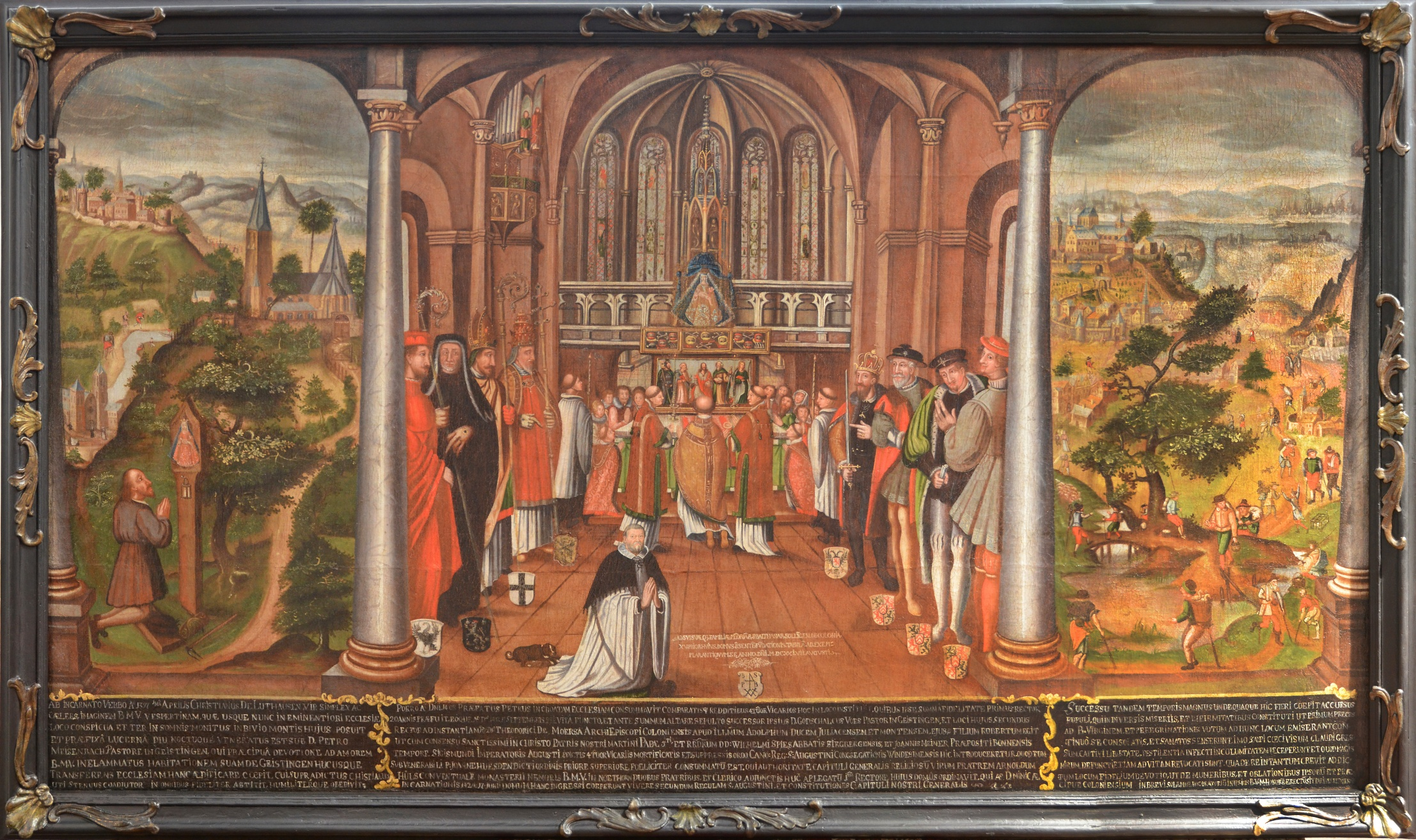
Fundationsbild von 1621

Neben etlichen Gemälden im Inneren der Kirche, hängt das bedeutendste Ölgemälde im Pfarrhaus neben der katholischen Bücherei und kann dort während der Öffnungszeiten besichtigt werden. Es ist das sogenannte „Fundationsbild“ also das Stiftungsbild, gemalt in der Frühen Neuzeit 1621 nach – aber nicht über – einer älteren Vorlage. Es misst 1,5 mal 2,7 m und ist damit das größte Gemälde in der Kirche. In seiner Darstellung ist es dreigeteilt wie ein Flügelaltar, im Mittelbild wird die Einweihung des neuen Chores dargestellt. Deutlich erkennbar ist die Lettnerwand (der Lettner) mit dem Laien- oder Lettner-Altar sowie die Schwalbennestorgel. Links und rechts davor stehend sind weltliche und geistliche Würdenträger dargestellt. Unten kniet der Stifter mit seinem Wappen und der Inschrift:
AD SUI SUAEQUE FAMILIAE MEMORIAM D. P. BALTHASAR SOLLINGEN DE COLONIA, XV. PRIOR HUIUS DOMUS, PRESENTEM FUNDATIONIS TABULAM AD EXEMPLAR ANTIQUM F. F. ANNO DOMINI MDCXXI, VII. AUGUSTI.
Übersetzt:
Zu seinem und seiner Familie Gedenken hat der Pater Balthasar Sollingen aus Köln, der 15. Prior dieses Hauses, das gegenwärtige Fundationsbild nach einem alten Original am 7. August 1621 anfertigen lassen.
Im linken Bildteil ist der Stifter des Gnadenbildes, Christian von Lauthausen, im Walde betend vor der Pietà zu sehen. Zudem ist die Außenansicht der Kirche, die Sieg, Kloster Merten, Haus Attenbach und die Burg Blankenberg dargestellt. Dies ist eine der ältesten Abbildungen von Blankenberg. Im Hintergrund ist das Siebengebirge mit der Löwenburg zu erkennen. Im rechten Bildteil befinden sich etliche Pilger auf ihrem Weg nach Bödingen, wobei sie auf einem Steg die Bröl überqueren. Im Hintergrund ist eine alte Ansicht von Siegburg mit der Abtei Michaelsberg zu sehen, am Horizont der Rhein mit den Städten Köln und Bonn, dazwischen die Siegmündung. Köln ist gekennzeichnet durch den unfertigen Südturm des Kölner Doms mit dem darauf befindlichen Domkran. Unterhalb von Siegburg liegt Gut Zissendorf, auf gleicher Höhe rechts Happerschoß mit der ursprünglichen Kirche, darüber Seligenthal.
Im Mittelschiff stehen Männer in zwei Reihen – in der linken Reihe von hinten nach vorne die Geistlichen: Papst Martin V, der Kölner Erzbischof Dietrich von Moers, Wilhelm Spies von Büllesheim als Abt von Siegburg sowie Johannes Meiner als Propst des Casius-Stifts in Bonn. In der rechten Reihe ebenfalls von hinten nach vorne die Weltlichen: Kaiser Sigismund und die Herzöge Wilhelm, Adolf und Robert von Berg. Adolf hält die Bödinger Stifterurkunde in seiner Hand.

#### Grabdenkmal der Elisabeth von Nesselrode-Ehreshoven

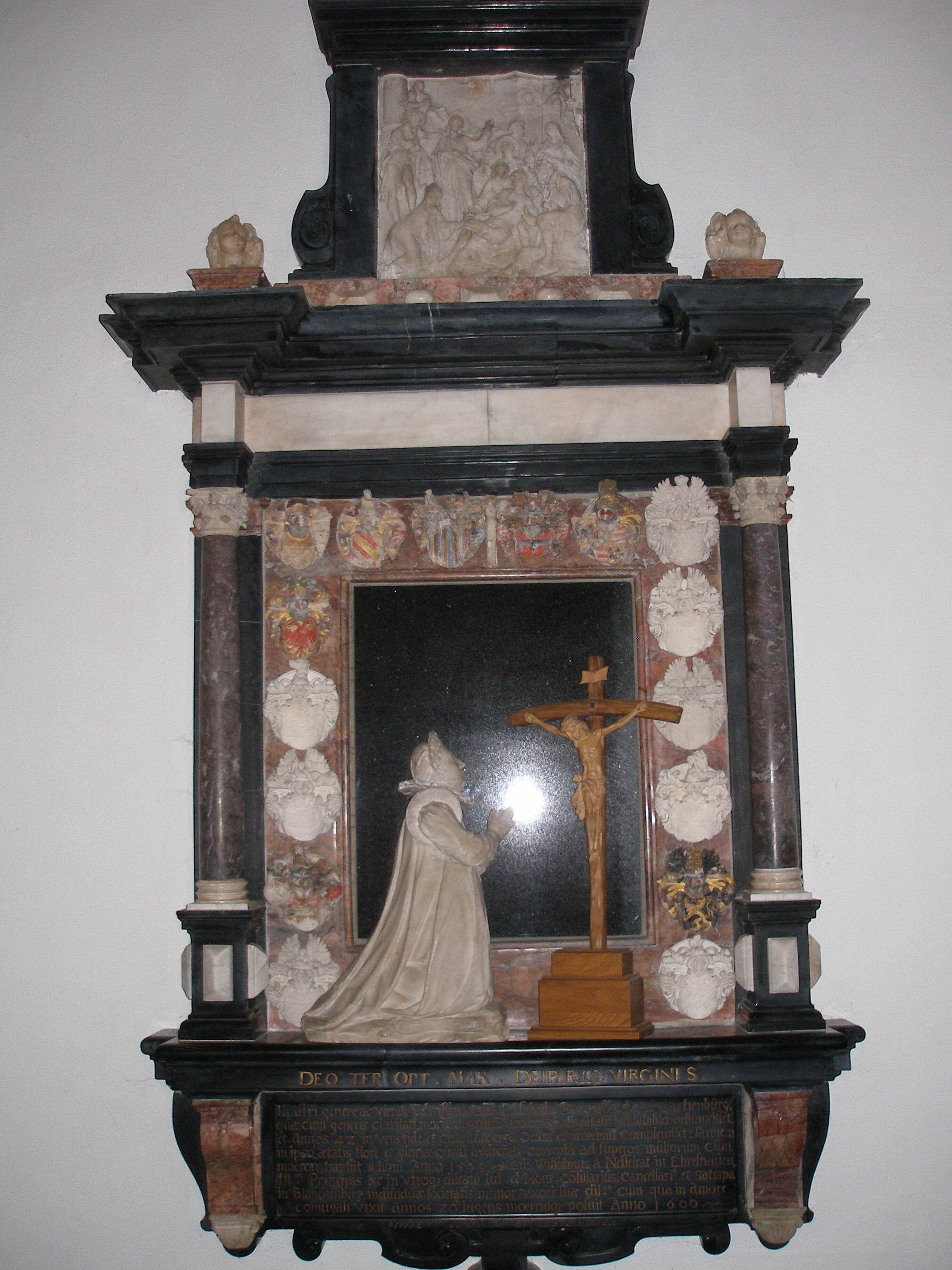
Grabdenkmal von 1600

Der fälschlich sogenannte „Steinsche Altar“ ist ein Grabdenkmal der Elisabeth von Nesselrode-Ehreshoven, geborene Schwarzenberg, an der Wand im südlichen Seitenschiff neben dem Aufgang zum Westturm, das sich dort seit 1977 befindet. Dieses Epitaph aus Marmor hat Wilhelm von Nesselrode, Kanzler des Herzogtums Jülich-Berg und Amtmann zu Blankenberg im Jahre 1600 zum Gedenken an seine am 8. Juni 1599 verstorbene Gattin Frau von Nesselrode-Ehreshoven, Baronin Maria Elisabeth von Schwarzenberg, gestiftet. Die Figur der Verstorbenen ist aus weißem Marmor kniend vor einem Kruzifix (20. Jh.) dargestellt. Die mittlere schwarze Schieferplatte wird von 16 Wappen auf rotem Marmor eingerahmt. Acht Wappen sind noch im Originalzustand und acht sind vom Bildhauer Tophinke aus Koblenz Mitte des 20. Jahrhunderts nachgebildet und ersetzt worden, dazu gehört auch das Wappen derer von Nesselrode (das vierte von unten auf der linken Seite). Im Aufsatz zeigt ein Relief die Auferweckung des Lazarus, unten schildert eine Inschrift die Tugenden der Verstorbenen.
Der Text lautet:
| Originaltext | Übersetzung |
| --- | --- |
| Illustri Genere ac virtute Praeclarissima Domina Elisabetha Baronissa de Schwartzenburg, quae cum generis Claritate, Morium elegantiam honorisque Dignitatem Laudabiliter adjunxisset et annos 42os in vera fide et Charitate erga deum et Proximum complevisset, tandem in Ipso aetatis Flore et Gloriae Cursu Hydropisi Correpta, ad superos Multorum cum moerore Transiit 8. Junij Anno 1599, cui Wilhelmus a Nesselrat in Ehresboven, illustrissimi Principis etc. in Utroque Ducatu Juliacensi et Montensi Consiliarius, Cancellarius et Satrapa in Blanckenberg, individuae Societatis Memor. Uxori suae Dilectissimae, cum qua in Amore conjugali vixit Annos 20ti, Lugens Moerensque posuit Anno 1600. Vivite ut Morituri et Orate pro ea. | Die hochgeachtete Herrin Elisabeth, Baronin von Schwartzenburg, edel von Herkunft und Charakter, verband mit der Vornehmheit ihres Geschlechts feine Sitten und ein würdevolles Aussehen auf lobenswerte Weise. Sie starb mit 42 Jahren in der Blüte eines Lebens wahrer Treue und Liebe zu Gott und ihren Mitmenschen, aus dem sie, allseits hochgeachtet, am 8. Juni 1599 durch die Wassersucht dahingerafft wurde, betrauert von vielen Menschen. Für sie, seine inniggeliebte Gattin, mit der er in ehelicher Liebe 20 Jahre verbunden gewesen war, errichtete dieses Denkmal Wilhelm von Nesselrode zu Ehreshoven, der Herzöge von Jülich und Berg Ratgeber, Kanzler und Statthalter in Blankenberg, zur Erinnerung an diese unzertrennliche Verbindung, trauernd und voller Schmerz, im Jahre 1600. Lebt wie die Verstorbene und betet für sie! |

Ursprünglich befand sich das Grabmal im nördlichen Seitenschiff. Elisabeth von Schwarzenberg wurde in der Familiengruft der Nesselrode unter dem Mittelschiff beigesetzt.
1. ↑  Ur-Ur-Ur-Enkel aus der Linie Ehreshoven des o. g. Wilhelm von Nesselrode Herr zum Stein, *1549, †1585

#### Reliquien

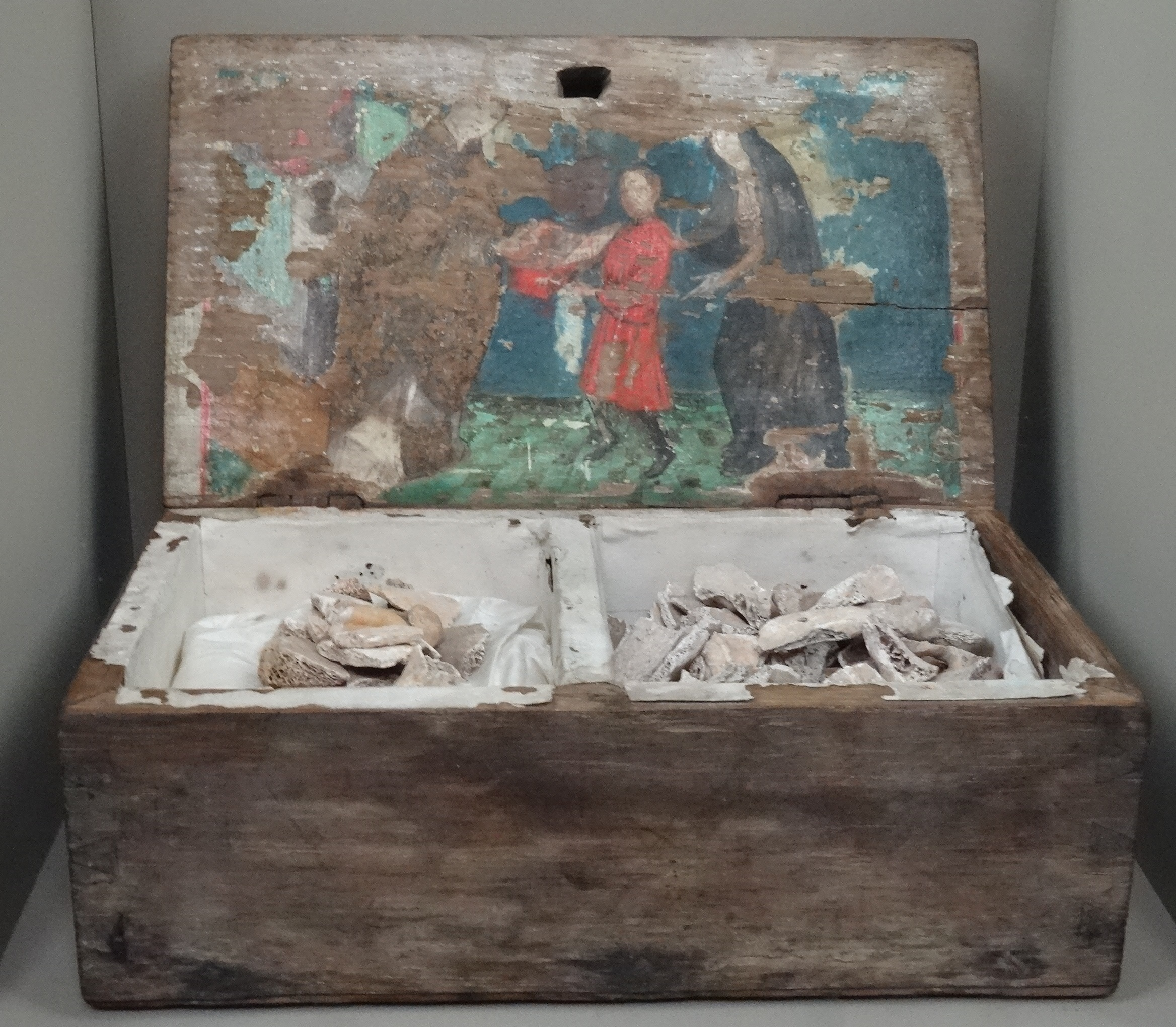
Reliquien des Hl. Gereon

Seit 2011 befindet sich ein Reliquienkästchen in der Kirche, das während der Kirchenführungen besichtigt werden kann. Es enthält die Reliquien des Hl. Gereon und seiner Genossen, die 1420 Herzog Adolf VII. von Jülich und Berg (1408–1437) aus seiner Burg in Düsseldorf nach Bödingen brachte.

#### Beweinungsgruppe

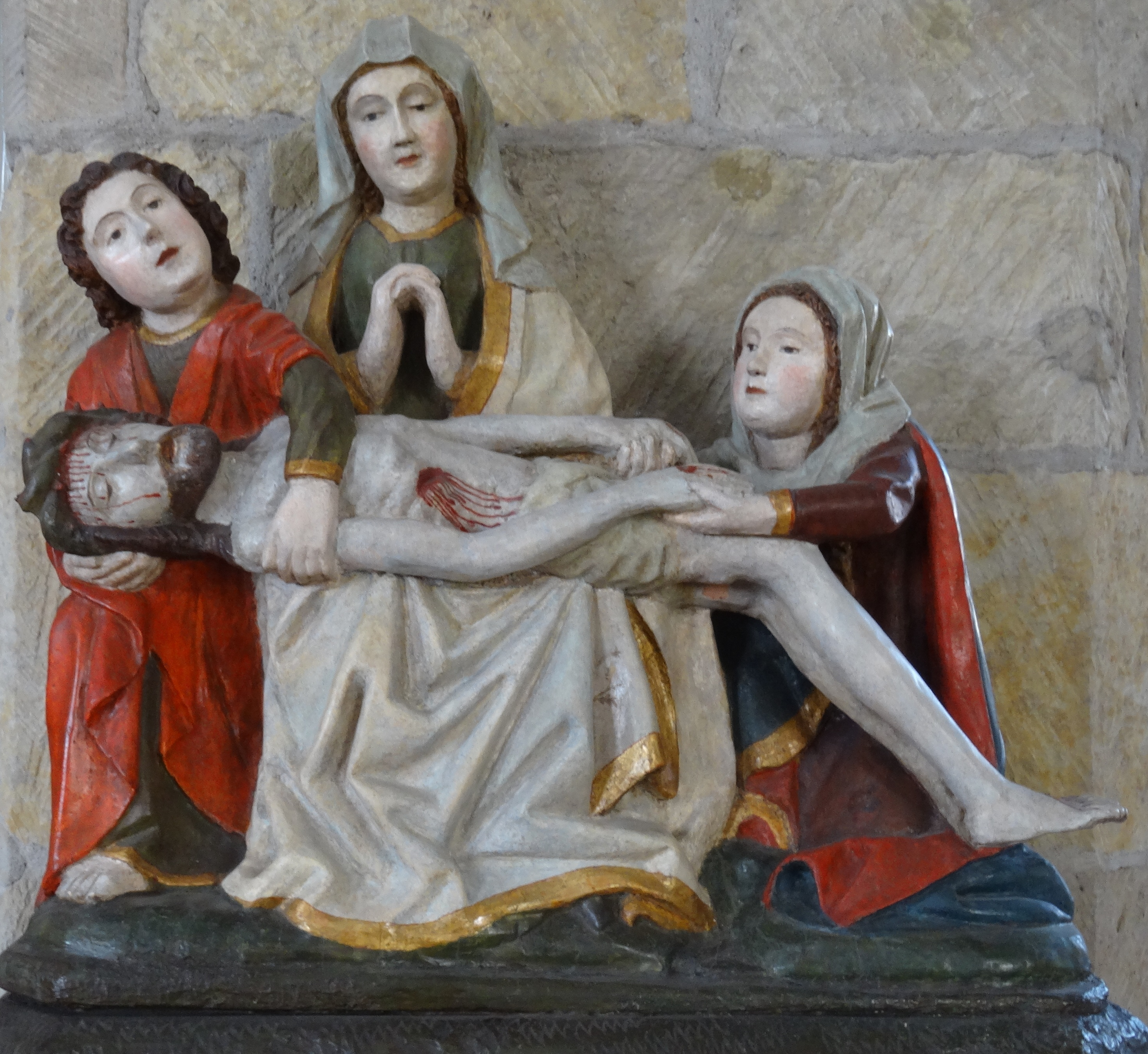
Beweinungsgruppe von 1450

Die „Beweinungsgruppe“ ist eine farbig gefasste Holzplastik, hergestellt um 1450, die bis zum Zweiten Weltkrieg in einer Halberger Kapelle unterhalb von Bödingen aufgestellt war und anschließend dem Redemptoristen-Kloster in Hennef-Geistingen vermacht wurde. Nach dessen Auflösung 2006 wurde die Plastik von Studenten der FH Köln untersucht und aufwändig restauriert. Seit 2011 steht sie gut sichtbar am Pfeiler rechts vor der Orgel auf einer Stein-Stele.
Die Plastik stellt in der Mitte die betende Maria dar, rechts kniet Maria Magdalena, die Hände Jesu fassend, und links befindet sich Johannes, den Kopf und Oberkörper Jesu haltend. So hat Maria die Hände frei und kann ihren Sohn los- bzw. ziehen lassen. Der tote Christus liegt wie beim Kreuz der Querbalken auf dem Schoss seiner Mutter, die selber wie ein Thron aus der Gruppe herausragt. Dies ist die älteste bekannte Plastik einer solchen Beweinungs-Darstellung!

#### Verkündigungsfresko

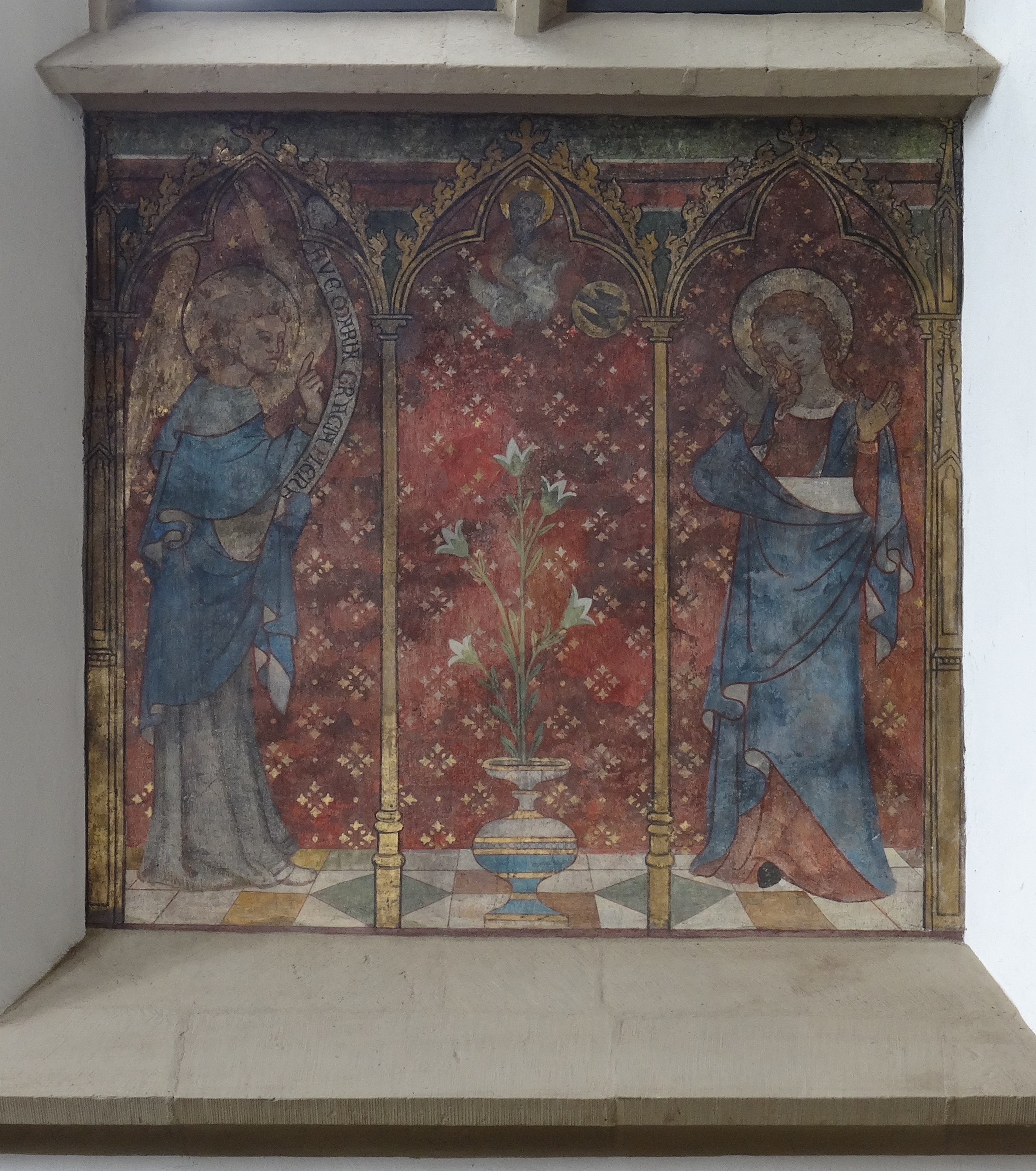
Verkündigungsfresko von 1500

Das sogenannte „Verkündigungsfresko“ gehört mit zu den ältesten Kunstgegenständen in der Kirche. Es befindet sich an der Ostseite des nördlichen Seitenschiffes und ist das letzte Überbleibsel der mittelalterlichen Ausmalung der Kirche. Es stammt aus der Entstehungszeit des Querschiffes um 1450 und wurde vermutlich von einem Kölner Künstler geschaffen. Das Fresko stellt die Verkündigung des Herrn an Maria dar und hat im Laufe der Zeit mehrere Änderungen erfahren. 1884 wurde es im Rahmen der neugotischen Kirchenausmalung vollständig mit Ölfarbe übermalt und dabei stark verändert. 1940 fand eine erste Restauration durch Hübner aus Köln statt. 1988 sowie 2008 wurde das Fresko erneut restauriert; nach Möglichkeit aber im Stil von 1884 belassen. Mit 158 × 148 cm ist es das drittgrößte Gemälde nach dem Fundationsbild und einem Ölgemälde mit dem Titel „Jesus begegnet seiner Mutter“ im Pfarrhaus.
Der Betrachter des Bildes schaut in einen Raum hinein. Dieser Eindruck von Raumtiefe wird zeichnerisch durch vordere und hintere Elemente erzeugt und zusätzlich durch die Einbeziehung der schrägen Fensterbank unter und über dem Fresko verstärkt. So entstand also eine Raumillusion durch das einmalige Zusammenspiel von Architektur und Malerei.
Genau wie das Fundationsbild ist auch dieses Wandgemälde durch drei Bögen auf zwei Säulen in drei Abschnitte unterteilt:
- links überbringt der Engel Gabriel seine Botschaft „Ave Maria Gratia Plena“ (Gegrüßt seist du, Maria, voll der Gnade)
- in der Mitte steht eine Lilie als Symbol für Marias jungfräuliche Reinheit und Gottvater sendet aus einer Wolke den Hl. Geist in Gestalt einer Taube
- rechts steht Maria in einem blauen Gewand in demütiger Haltung, die gleichzeitig fragend/überrascht und annehmend ist

Zusammenhängend bilden diese drei Teile den Raum, in dem sich der Engel und Maria aufhalten und der typisch für eine solche Verkündigungsszene ist.

#### Triumphkreuz
Unter dem Triumphbogen hängt ein Gekreuzigter aus der Zeit um 1500 an einem modernen Kreuz.

## Heute
Die Wallfahrtskirche Zur schmerzhaften Mutter Gottes ist täglich von 9 bis 18 Uhr geöffnet. Gottesdienste finden jeden Sonntag um 9:45 Uhr sowie mittwochs und freitags um 18:00 Uhr statt. Kirchenführungen finden regelmäßig statt, können aber auch auf besonderen Wunsch gebucht werden. Informationen dazu können im Pfarrbüro erfragt werden.